# Kaikki tai ei mitään
| Recensione | Giudizio |
| ---------- | -------- |
| Soundi     |          |

Kaikki tai ei mitään è il quinto album di studio del rapper finlandese Petri Nygård, pubblicato il 16 febbraio 2011 dalla Open Records.
Il disco fu al primo posto nella classifica degli album più venduti in Finlandia nell'ottava settimana del 2011.
L'album divenne disco d'oro in Finlandia nello stesso anno per aver venduto oltre 10000 copie del CD.

## Tracce
1. Mee kyykkyyn – 4:25
2. Selvä päivä (feat. Lord Est) – 3:29
3. Paska maailma – 3:43
4. Sarvet esiin (feat. Mokoma) – 4:38
5. Tulta! – 0:27 – skit
6. Herkku – 4:25
7. Jotain muuta (feat. Aajee) – 4:01
8. Jatkoille – 3:40
9. Takapihan kautta – 3:47
10. Kaikki tai ei mitään – 3:37
11. Villi ja vitun vapaa – 3:51
12. Luonnon kihara – 1:09
13. Tossun alla (feat. Sotajumala) – 1:36
14. Tekniikka – 0:23 – skit
15. rokkiporno – 4:17
16. Ei se väärin oo – 3:33
17. Hells Bells – 0:05 – skit
18. Oneandonly – 3:51

## Ospiti
- MMEN: tracce 1, 2, 4, 6, 8, 11, 12 e 15
- Melo & Santtu: traccia 10
- Melo: tracce 3 e 10
- Aajee: tracce 7, 9, 16 e 18
- Sotajumala: traccia 13

## Classifica
| Classifica | Massima posizione |
| ---------- | ----------------- |
| Finlandia  | 1                 |